# Fuirena simpsonii
Fuirena simpsonii är en halvgräsart som beskrevs av Ravi, N.Mohanan och Shaju. Fuirena simpsonii ingår i släktet Fuirena och familjen halvgräs. Inga underarter finns listade i Catalogue of Life.